# Список речей, произнесённых Адольфом Гитлером
Со своей первой речи в 1919 году в Мюнхене до последней речи в феврале 1945 года, Адольф Гитлер, диктатор Германии с 1933 по 1945 год, произнес в общей сложности 1525 речей. В 1932 году, в ходе кампании по двум федеральным выборам того года, он произнес наибольшее количество речей, то есть 241. Здесь перечислены только его наиболее заметные выступления.

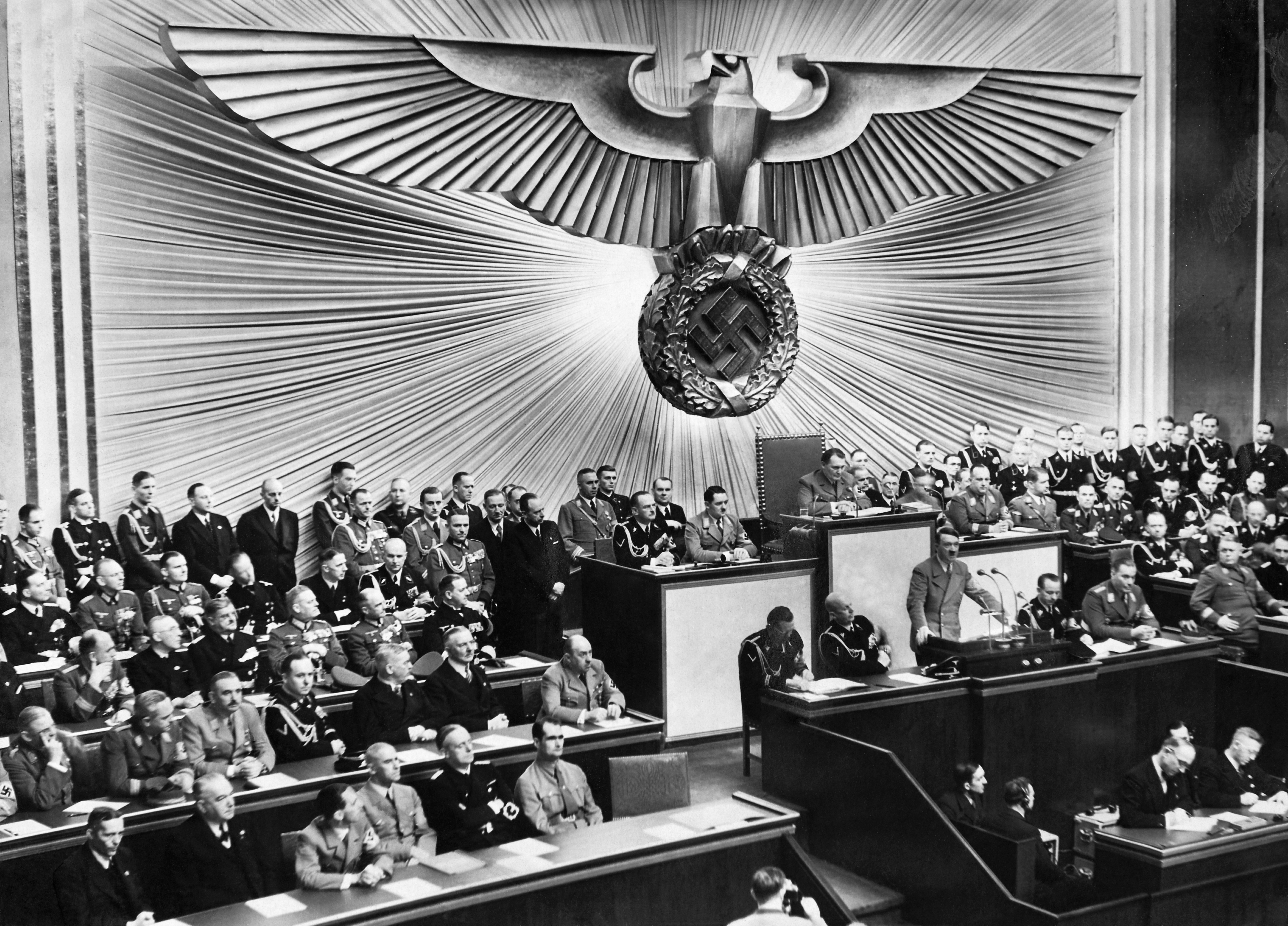
Речь Гитлеровского пророчества от 30 января 1939 года

## Список
| Номер | Дата        | Дата                   | Место                        | Дополнение |
| ----- | ----------- | ---------------------- | ---------------------------- | --- |
| 1     | 16 октября  | 1919                   | Мюнхен                       | В Хофбройкеллере — первая организованная публичная речь Гитлера. В прошлом месяце он вступил в Немецкую рабочую партию (она же коричневорубашечники). Присутствовало 111 человек. |
| 2     | 13 ноября   | 1919                   | Мюнхен                       | В пивоварне Эберль-Брой. Вторая публичная речь Гитлера. Хеклеры были жестоко изгнаны. Присутствовало 130 человек. |
| 3     | 24 февраля  | 1920                   | Мюнхен                       | В Хофбройхаусе. Первое выступление на более крупном мероприятии. Присутствовало 2000 человек. Была представлена политическая программа из 25 статей, положившая начало новой Национал-социалистической немецкой рабочей партии. |
| 4     | 11 мая      | 1920                   | Мюнхен                       | В Хофбройхаусе. |
| 5     | 13 августа  | 1920                   | Мюнхен                       | В Хофбройхаусе. Название речи «Почему мы антисемиты?». Присутствовало 2000 человек. Двухчасовая речь 58 раз прерывалась аплодисментами. |
| 6     | 3 февраля   | 1921                   | Мюнхен                       | Первая речь в цирке Крона, крупнейшем концертном зале Мюнхена. Название речи «Будущее или гибель» — осуждение выплаты репараций союзникам. Присутствовало 6000 человек. |
| 7     | 4 ноября    | 1921                   | Мюнхен                       | В Хофбройхаусе. Встреча переросла в полномасштабную драку с политическими оппонентами во время выступления Гитлера. |
| 9     | 12 апреля   | 1922                   | Мюнхен                       | «Есть только две возможности: либо победа арийца, либо уничтожение арийца и победа еврея». |
| 10    | 18 сентября | 1922                   | Мюнхен                       | «… Экономика — дело второстепенное. Мировая история учит нас, что ни один народ не стал великим благодаря экономике: именно экономика привела его к гибели». |
| 11    | 13 апреля   | 1923                   | Мюнхен                       | "Мы спрашиваем: «Должны ли быть войны?» Пацифист отвечает: "Нет! " |
| 12    | 24 апреля   | 1923                   | Мюнхен                       | «Еврей, который ввел в обиход это слово, имел в виду под „пролетариатом“ не угнетенных, а тех, кто работает своими руками». |
| 13    | 27 апреля   | 1923                   | Мюнхен                       | Призыв к необходимости реформ, от земельной реформы до реформы прессы, искусства, культуры и т. д. |
| 14    | 1 мая       | 1923                   | Мюнхен                       | «…тогда это должно символизировать обновление организма народа, впавшего в маразм». |
| 15    | 1 августа   | 1923                   | Мюнхен                       | «… есть две вещи, которые могут объединить людей: общие идеалы и общая преступность». |
| 16    | 12 сентября | 1923                   | Мюнхен                       | «…Республика была основана для того, чтобы быть дойной коровой для своих основателей — для всей парламентской банды». |
| 17    | 26 февраля  | 1924                   | Мюнхен                       | «Мне кажется странным, что человек, который, будучи солдатом, в течение шести лет привык к слепому повиновению, вдруг вступает в конфликт с государством и его Конституцией». |
| 18    | 27 марта    | 1924                   | Мюнхен                       | «Когда началось крушение Германии?» |
| 19    | 27 февраля  | 1925                   | Мюнхен                       | В Бюргербройкеллере — воссоздание Национал-социалистической немецкой рабочей партии. Присутствовало 3000 человек. 9 марта 1925 года правительство Баварии запретило Гитлеру выступать публично. Большинство других государств Германии последовали его примеру. |
| 20    | 4 июля      | 1926                   | Веймар                       | 2-й съезд национал-социалистической рабочей партии Германии. присутствовало 6-7 000 человек. Первая публичная демонстрация СС. |
| 21    | 23 ноября   | 1926                   | Эссен                        | … (Партийный съезд) |
| 22    | 6 марта     | 1927                   | Визельбург                   | 5 марта 1927 года баварское правительство сняло запрет на публичные выступления Гитлера при условии, что первоначальная речь была произнесена не в Мюнхене. Присутствовало 1000 человек.. |
| 23    | 9 марта     | 1927                   | Мюнхен                       | Впервые с 1923 года в цирке Кроне. Вместимость 7000 зрителей |
| 24    | 30 марта    | 1927                   | Мюнхен                       | В цирке Кроне. присутствовало 5000 человек |
| 25    | 6 апреля    | 1927                   | Мюнхен                       | В цирке Кроне. Присутствовало всего 1500 человек" |
| 26    | 1 мая       | 1927                   | Берлин                       | В концертном зале «Клу». Первая речь Гитлера в Берлине. Гитлеру по-прежнему запрещалось выступать с публичными речами в Пруссии, поэтому единственным законным способом, которым он мог выступить, было сделать это частное мероприятие открытым только для 4000 членов партии |
| 27    | 16 ноября   | 1928                   | Берлин                       | 28 сентября 1928 года, после неудачного выступления национал-социалистов на всеобщих выборах 20 мая 1928 года, прусское правительство сняло запрет на выступления Гитлера. Это было первое выступление Гитлера в берлинском дворце спорта (крупнейшем спортивном зале Германии), который был заполнен до 12 000 зрителей |
| 28    | 2 мая       | 1930                   | Берлин                       | Во Дворце спорта |
| 29    | 18 июля     | 1930                   | Мюнхен                       | Вступительная речь избирательной кампании 1930 года. 8000 зрителей. |
| 30    | 3 августа   | 1930                   | Франкфурт                    | 25,000 слушателей. |
| 31    | 5 августа   | 1930                   | Вюрцбург                     | Аудитория 8,000 . |
| 32    | 7 августа   | 1930                   | Графинг                      | Аудитория 4,000 |
| 33    | 10 августа  | 1930                   | Кель                         | Аудитория 4,000 . |
| 34    | 12 августа  | 1930                   | Мюнхен                       | В цирке Кроне. 6,000 зрителей. |
| 35    | 15 августа  | 1930                   | Эссен                        | Аудитория в 30,000 человек . |
| 36    | 18 августа  | 1930                   | Кёльн                        | 20,000 слушателей. |
| 37    | 21 августа  | 1930                   | Кобленц                      | Аудитория 12,000 |
| 38    | 26 августа  | 1930                   | Людвигсхафен                 | 20,000 слушателей. |
| 39    | 29 августа  | 1930                   | Мюнхен                       | В цирке Кроне. 6,000 зрителей. |
| 40    | 4 сентября  | 1930                   | Кёнигсберг                   | Аудитория в 16,000 человек . |
| 41    | 6 сентября  | 1930                   | Гамбург                      | Аудитория в 10,000 человек . |
| 42    | 7 сентября  | 1930                   | Нюрнберг                     | 15,000 слушателей. |
| 43    | 8 сентября  | 1930                   | Аугсбург                     | Аудитория в 10,000 человек.. |
| 44    | 10 сентября | 1930                   | Берлин                       | Во Дворце спорта. 16,000 слушателей. |
| 45    | 12 сентября | 1930                   | Вроцлав                      | В Столетнем зале (нем. Jahrhunderthalle). Присутствовало от 20,000 до 25,000 человек. |
| 46    | 13 сентября | 1930                   | Мюнхен                       | В цирке Кроне. 6000 зрителей. Последняя речь избирательной кампании 1930 года. На выборах 14 сентября 1930 года Национал-социалистическая партия увеличила свои места в рейхстаге с 12 до 107, став второй по величине партией. Политическое землетрясение. |
| 47    | 4 декабря   | 1930                   | Берлин                       | В Хазенхайде. Перед студентами |
| 48    | 19 мая      | 1931                   | Берлин                       | Во Дворце спорта. |
| 49    |             | 1931                   | Берлин                       | В Хазенхайде. |
| 50    | 27 января   | 1932                   | Дюссельдорф                  | В Промышленном клубе. |
| 51    | 9 февраля   | 1932                   | Берлин                       | Во Дворце спорта. |
| 52    | 27 февраля  | 1932                   | Берлин                       | Во Дворце спорта. |
| 53    | 4 апреля    | 1932                   | Берлин                       | В Люстгартене перед более чем 200 000 человек во время второго тура президентских выборов в Германии 10 апреля 1932 года.. |
| 54    | 4 апреля    | 1932                   | Берлин                       | Во Дворце спорта. |
| 55    | 22 апреля   | 1932                   | Берлин                       | Во Дворце спорта. |
| 56    | 20 июля     | 1932 (дата публикации) | Мюнхен (место публикации)    | Франц Эхер Нахфольгер опубликовал первую фонографическую запись Гитлера под названием Hitlers Appell an die Nation («Обращение Гитлера к нации») в качестве пропаганды к федеральным выборам в Германии 31 июля 1932 года. |
| 57    | 27 июля     | 1932                   | Берлин                       | На берлинском стадионе. |
| 58    | 1 сентября  | 1932                   | Берлин                       | Во Дворце спорта. |
| 59    | 2 ноября    | 1932                   | Берлин                       | Во Дворце спорта. |
| 60    | 20 января   | 1933                   | Берлин                       | Во Дворце спорта. |
| 61    | 22 января   | 1933                   | Берлин                       | Во Дворце спорта. |
| 62    | 1 февраля   | 1933                   | Берлин                       | … (Обращение к немецкой нации) |
| 63    | 10 февраля  | 1933                   | Берлин                       | Во Дворце спорта. |
| 64    | 15 февраля  | 1933                   | Штутгарт                     | … |
| 65    | 2 марта     | 1933                   | Берлин                       | Во Дворце спорта. |
| 66    | 23 марта    | 1933                   | Берлин                       | … |
| 67    | 8 апреля    | 1933                   | Берлин                       | Во Дворце спорта. |
| 68    | 1 мая       | 1933                   | Берлин                       | На аэродроме Темпельхоф |
| 69    | 24 октября  | 1933                   | Берлин                       | Во Дворце спорта. |
| 70    | 10 ноября   | 1933                   | Берлин                       | На заводе Siemens |
| 71    | 13 июля     | 1934                   | Берлин                       | … (Оправдание его действий против руководства СА в Ночь длинных ножей) |
| 74    | 27 марта    | 1936                   | Эссен                        | С каркаса локомотива на заводе Круппа по производству локомотивов во время парламентских выборов в Германии 29 марта 1936 года. Трансляция на всех немецких радиостанциях. Аудитория 120 000 человек |
| 75    | 12 сентября | 1936                   | Нюрнберг                     | … (Трудовой фронт) |
| 76    | 14 сентября | 1936                   | Нюрнберг                     | … |
| 77    | 30 октября  | 1936                   | Берлин                       | Во Дворце спорта. |
| 78    | 30 января   | 1937                   | Берлин                       | В Рейхстаге |
| 79    | 19 июля     | 1937                   | Мюнхен                       | … (На открытии Немецкого Дома искусств) |
| 80    | 5 ноября    | 1937                   | ...                          | … (адресовано министру иностранных дел и военным руководителям рейха) |
| 81    | 15 марта    | 1938                   | Вена                         | В Хофбурге (в память об аншлюсе Австрии) |
| 82    | 28 марта    | 1938                   | Берлин                       | Во Дворце спорта. |
| 83    | 1 апреля    | 1938                   | Швебиш-Халль                 | ... |
| 84    | 1 мая       | 1938                   | Берлин                       | На олимпийскийском стадионе |
| 85    | 1 мая       | 1938                   | Берлин                       | В Люстгартене |
| 86    | 26 сентября | 1938                   | Берлин                       | Во Дворце спорта. |
| 87    | 5 октября   | 1938                   | Берлин                       | Во Дворце спорта. |
| 88    | 9 октября   | 1938                   | Саарбрюккен                  | … |
| 89    | 6 ноября    | 1938                   | Веймар                       | … |
| 90    | 9 января    | 1939                   | Берлин                       | Во Дворце спорта. |
| 91    | 30 января   | 1939                   | Берлин                       | Пророчество Гитлера: «Если международное финансовое еврейство внутри и за пределами Европы преуспеет в том, чтобы снова ввергнуть народы в мировую войну, результатом будет не большевизация земли и, следовательно, победа еврейства, а уничтожение еврейской расы в Европе» |
| 92    | 1 апреля    | 1939                   | Вильгельмсхафен              | … |
| 93    | 28 апреля   | 1939                   | Берлин                       | …(Ответ Франклину Рузвельту) |
| 94    | 22 августа  | 1939                   | Берхтесгаден                 | В Оберзальцберге: речь перед военными лидерами, начнется вторжение в Польшу |
| 95    | 1 сентября  | 1939                   | Данциг                       | Объявление войны Польше. «Этой ночью польские регулярные войска впервые открыли огонь по нашей территории. С 5.45 утра мы открываем ответный огонь… Отныне я просто первый солдат Германского рейха. Я снова надел тот мундир, который был для меня самым священным и дорогим. Я не сниму его снова, пока не будет обеспечена победа, или я не переживу исход».                                                                                                 |
| 96    | 19 сентября | 1939                   | Данциг                       | … |
| 97    | 6 октября   | 1939                   | Берлин                       | Торжественное описание завоевания Польши и предложение мира союзникам. |
| 98    | 10 октября  | 1939                   | Берлин                       | Во Дворце спорта. |
| 99    | 24 января   | 1940                   | Берлин                       | Во Дворце спорта. |
| 100   | 30 января   | 1940                   | Берлин                       | Во Дворце спорта |
| 101   | 3 мая       | 1940                   | Берлин                       | Во Дворце спорта. |
| 102   | 19 июля     | 1940                   | Берлин                       | В Рейхстаге |
| 103   | 4 сентября  | 1940                   | Берлин                       | Во Дворце спорта. «Когда британские военно-воздушные силы сбросят две, три или четыре тысячи килограммов бомб, тогда мы за одну ночь сбросим 150, 230, 300 или 400 000 килограммов. Когда они заявят, что увеличат свои нападения на наши города, тогда мы сравняем их города с землей. Мы остановим дело рук этих ночных воздушных пиратов, да поможет нам Бог! Настанет час, когда один из нас сломается, и это будет не национал-социалистическая Германия!» |
| 104   | 18 декабря  | 1940                   | Берлин                       | Во Дворце спорта. |
| 105   | 10 декабря  | 1940                   | Берлин                       | На заводе Rheinmetall |
| 106   | 30 января   | 1941                   | Берлин                       | Во Дворце спорта. |
| 107   | 24 февраля  | 1941                   | Мюнхен                       | В Хофбройхаусе. 21 год со дня основания НСДАП. |
| 108   | 16 марта    | 1941                   | Берлин                       | … |
| 109   | 6 апреля    | 1941                   | Берлин                       | … (Порядок дня) |
| 110   | 4 мая       | 1941                   | Берлин                       | Обращение к рейхстагу |
| 111   | 3 октября   | 1941                   | Берлин                       | Во Дворце спорта. |
| 112   | 11 декабря  | 1941                   | Берлин                       | В Кролль-Опере. Объявление войны Соединенным Штатам |
| 113   | 30 января   | 1942                   | Берлин                       | Во Дворце спорта. |
| 114   | 15 февраля  | 1942                   | Берлин                       | Во Дворце спорта. |
| 115   | 30 мая      | 1942                   | Берлин                       | Во Дворце спорта. |
| 116   | 28 сентября | 1942                   | Берлин                       | Во Дворце спорта. |
| 117   | 30 сентября | 1942                   | Берлин                       | Во Дворце спорта. |
| 118   | 8 ноября    | 1942                   | Мюнхен                       | Сталинградская речь Гитлера |
| 119   | 23 марта    | 1943                   | Берлин                       | В Цейхгаузе: Обращение к Хельденгедентагу |
| 120   | 11 ноября   | 1943                   | Вроцлав                      | В Столетнем зале (нем. Jahrhunderthalle). Обращение к 10 000 кадетских офицеров |
| 121   | 1 июля      | 1944                   | Берлин                       | В Рейхсканцелярии. Государственный акт, надгробная речь генералоберст Дитль |
| 122   | 4 июля      | 1944                   | Берхтесгаден                 | В Оберзальцберге. Речь перед 200 высшими руководителями немецкой промышленности |
| 123   | 20 июля     | 1944                   | Волчье Логово                | Обращение по радио после попытки убийства Клауса фон Штауффенберга |
| 124   | 1 января    | 1945                   | Гнездо орла (нем.Adlerhorst) | Обращение по радио: Новогодняя речь |
| 125   | 30 января   | 1945                   | Берлин                       | В Рейхсканцелярии. Обращение по радио: Годовщина прихода к власти. |
| 126   | 24 февраля  | 1945                   | Берлин                       | ... |